# Otto Bühlmann
Otto Bühlmann fue un deportista suizo que compitió en remo. Ganó dos medallas en el Campeonato Europeo de Remo, plata en 1922 y oro en 1926.

## Palmarés internacional
| Campeonato Europeo | Campeonato Europeo | Campeonato Europeo | Campeonato Europeo |
| Año                | Lugar              | Medalla            | Prueba             |
| ------------------ | ------------------ | ------------------ | ------------------ |
| 1922               | Barcelona (España) | Medalla de plata   | Cuatro con timonel |
| 1926               | Lucerna (Suiza)    | Medalla de oro     | Cuatro sin timonel |